# Покварењак (ТВ филм из 1990)
„Покварењак” је југословенски кратки ТВ филм из 1990. године. Режирао га је Арса Милошевић а сценарио је написао Слободан З. Јовановић.

## Улоге
| Глумац       | Улога |
| ------------ | ----- |
| Милан Штрљић |       |